# Puerto del Callao (Metro de Lima y Callao)
Puerto del Callao es la primera estación actualmente en construcción de la Línea 2 del Metro de Lima en Perú. Será construida de manera subterránea en el distrito del Callao. Se tiene previsto su inauguración general en 2028.
La Autoridad de Transporte Urbano (ATU) anunció el desvío del tránsito entre el Óvalo Garibaldi y la avenida Sáenz Peña por obras de construcción de la Estación Puerto del Callao y el pozo de ventilación  de la Línea 2 del Metro de Lima y Callao desde el lunes 4 de enero de 2021.
En julio de 2023 la tuneladora "Micaela" llega a la estación Puerto del Callao desde la estación Buenos Aires. Luego de culminar sus trabajos de excavación será desmontada y trasladada hasta el pozo de ventilación PV1B para realizar los trabajos de excavación del ramal de la Línea 4.
En abril de 2024, se informó que las obras civiles de la estación tiene un avance de 73%. En septiembre de 2024, se informó que tiene un avance en obras civiles de 99% 
Estará ubicada en la avenida Guardia Chalaca con Plaza Garibaldi.